# Polinów (województwo lubelskie)
Polinów – wieś w Polsce położona w województwie lubelskim, w powiecie bialskim, w gminie Janów Podlaski. 
| SIMC    | Nazwa   | Rodzaj    |
| ------- | ------- | --------- |
| 1021671 | Dąbrowa | część wsi |
| 1021688 | Mauryki | część wsi |

W latach 1975–1998 miejscowość administracyjnie należała do województwa bialskopodlaskiego.
Wieś jest sołectwem w gminie Janów Podlaski. Według Narodowego Spisu Powszechnego z roku 2011 wieś liczyła 71 mieszkańców.
Wierni Kościoła rzymskokatolickiego należą do parafii św. Jana Apostoła w Klonownicy Dużej.